# Diablo II: Lord of Destruction
| Recensioner     | Recensioner     |
| Recensionsbetyg | Recensionsbetyg |
| Publikation     | Betyg           |
| --------------- | --------------- |
| Gamespot        | [ 1 ]           |
| IGN             | [ 2 ]           |

Diablo II: Lord of Destruction (vanligen förkortat LoD) är ett expansionspaket till datorspelet Diablo II. Till skillnad från Diablo: Hellfire utvecklades denna expansion av Blizzard själva. 
Lord of Destruction var, fram till dess att expansionspaketet The Burning Crusade släpptes 2007, ett av de mest framgångsrika expansionspelen någonsin.

## Innehåll
Expansionen innehåller bland annat:
- Två nya karaktärer: Assassin och Druid.
- En femte akt som utspelar sig i och runt om Mount Arreat i de norra Barbarian Highlands, med en ny boss: Baal (The Lord of Destruction).
- Många nya vapen och andra föremål.
- En större förvaringskista.
- En alternativ vapen-/skölduppsättning, som låter spelaren byta vapen och sköld med en tangettryckning.
- Spelarens hyrkrigare kan nu följa med i alla akter och spelaren kan både utrusta dem och återuppliva dem om de dör.
- Spelet kan nu spelas i upplösningen 800x600.
- Ädelstenar och runor kan nu fästas i vissa vapen och rustningar och ge dem nya egenskaper.
- Runewords, vilket innebär att spelaren sätter runor i olika sorters rustningar, vapen eller sköldar för att göra ett speciellt runord som kan resultera i mycket kraftfulla vapen och rustningar.

## Handling
Handlingen tar vid där Diablo II slutade. Expansionen handlar om den slutgiltiga striden mot Baal (Diablos bror och den siste av The Prime Evils). Efter att Diablo dödats öppnar ärkeängeln Tyrael en portal till högländerna och staden Harrogath, där den femte och sista akten utspelar sig. Harrogath ligger vid foten av Mount Arreat, ett berg i vilket The Worldstone, Världsstenen, finns. Denna upprätthåller barriären mellan den Dödliga världen och Helvetet. Berget vaktas av en barbarstam som skyddat berget sedan urminnes tider.
Baal är på väg mot berget för att förstöra Världsstenen och därmed döma världen till undergång. Spelaren måste förhindra att detta inträffar och döda Baal innan det är för sent.

## Nya klasser

### Assassin
Karaktärens röstskådespelare: Carrie Gordon

En lönnmördare som använder sig av fällor och olika kampsportstekniker för att besegra sina motståndare. Hennes tre olika färdighetsträd är Shadow Disciplines, Traps och Martial Arts.
Shadow Disciplines används i stort sett för att ge lönnmördaren bättre förmågor inom vissa områden.
Traps är ett stort antal fällor som kan placeras ut för att attackera motståndarna.
Martial Arts är olika sorters närstridsfärdigheter som lönnmördaren använder sig av för att göra stor skada.

### Druid
Karaktärens röstskådespelare: Michael Bell

Druiden kan frammana djur, förvandla sig själv till varulv och använda sig av både vindens och jordens krafter som vapen. Hans tre olika färdighetsträd är Elemental, Summoning och Shape-Shifting.
Elemental innehåller flera olika färdigheter som använder vindens och jordens krafter till att framkalla tromber, vulkaner och stora eldklot.
Summoning låter druiden frammana olika djur och andra naturvarelser som kan hjälpa honom.
Shape-Shifting låter druiden förvandla sig till en varulv eller varbjörn och sedan som någon av dessa använda kraftfulla närstridsförmågor.